# Hootsuite
HootSuite es una plataforma web y móvil (iPad, iPhone, iPod Touch, BlackBerry y Android) para gestionar redes sociales por parte de personas u organizaciones, creada por Ryan Holmes en 2008.
HootSuite permite utilizar, entre otras, las siguientes redes sociales: Facebook, Twitter, LinkedIn, Google, Instagram, YouTube, Foursquare. Frente a otros clientes similares, sus características más destacadas son la gestión colaborativa (distintos miembros de equipo en una misma cuenta, asignación de mensajes...), la visualización a través de pestañas y columnas y el uso de informes avanzados con integración de Google Analytics y Facebook Insights.

## Historia
En 2008, Holmes necesitaba una herramienta para administrar múltiples redes de medios sociales en su agencia de servicios digitales, Invoke Media. Al ver que no había ningún producto en el mercado que ofrecía todas las características que buscaba, Holmes, junto con Dario Meli, David Tedman y el equipo de Invoke, eligieron desarrollar una plataforma propia que pudiera organizar varias de sus redes sociales. La primera prueba de este sistema de gestión de medios sociales fue lanzado el 28 de noviembre de 2008 en forma de un panel de Twitter llamado BrightKit.
En febrero de 2009, Holmes ofreció un premio de $ 500 para cambiar el nombre de la plataforma y utilizó las sugerencias de los 100.000 usuarios que tenían como presentaciones de concurso. La idea ganadora fue Hootsuite, un apodo enviado por un usuario llamado Matt Nathan y basado en "Owly", el logotipo del búho del tablero de instrumentos, como un juego de palabras en la expresión francesa "tout de suite", que significa "ahora mismo".
En noviembre de 2009, el tablero Hootsuite amplió su oferta para apoyar a Facebook y LinkedIn, y la capacidad de utilizar listas de Twitter. En diciembre de 2009, Hootsuite se separó de Invoke Media y se lanzó oficialmente como una empresa independiente, Hootsuite Media, Inc. Ese mismo mes, Hootsuite recibió $ 1,9 millones en fondos de Hearst Interactive Media, Blumberg Capital y destacados inversionistas como Leo Group LLC y Geoff Entress.

## Premios
HootSuite ha ganado los premios Open Web Awards de Mashable en 2010 como Best Social Media Management Tool y en 2009 como Best Twitter App, los Canadian New Media Award, y los Shorty Awards., entre otros galardones.

## Clientes
Desde 2008, el número de usuarios de HootSuite ha crecido vertiginosamente e incluye agencias gubernamentales, artistas y organizaciones como Facebook, el expresidente de los Estados Unidos Donald Trump, Martha Stewart Media, Qz comunicación, SXSW o Zappos.

## Empresa
La empresa detrás de HootSuite está localizada en Vancouver, Columbia Británica, Canadá y su CEO es Ryan Holmes.

## Competidores
Los competidores más importantes de Hootsuite son Postcron, BlogsterApp,Metricool, Postearly y Buffer.